# Dr. Mario: Miracle Cure
Dr. Mario: Miracle Cure — компьютерная игра в жанре головоломки, разработанная и изданная компанией Nintendo для платформы Nintendo 3DS в 2015 году.

## Геймплей
Dr. Mario: Miracle Cure является игрой в жанре головоломки типа «три в ряд», и предлагает пять различных игровых режимов с возможностью использования бонусов в каждом из них. Первый режим, «Доктор Марио», играется с использованием традиционных правил серии игр Dr.Mario. Во втором режиме, «Доктор Луиджи», две разные капсулы, соединенные вместе для создания L-образных конфигурации, за один раз бросаются в игровое поле. Оба этих режима доступны в однопользовательском и в многопользовательских режимах. «Virus Buster», игровой режим состоящий из удерживания Nintendo 3DS вертикально и используя сенсорный экран, чтобы перетащить капсулы через интерфейс. Существует также онлайн-режим, в котором используется служба Nintendo Network. Наконец, существует дебютный режим «Чудесная медицина», в котором есть ряд сложных задач для завершения.

## Оценки
| Сводный рейтинг       | Сводный рейтинг |
| Агрегатор             | Оценка          |
| --------------------- | --------------- |
| GameRankings          | 70,53 %         |
| Metacritic            | 69/100          |
| Иноязычные издания    |                 |
| Издание               | Оценка          |
| Destructoid           | 7/10            |
| GamesRadar+           | [ 5 ]           |
| Nintendo Life         | [ 6 ]           |
| Nintendo World Report | 7/10            |
| Pocket Gamer          | [ 8 ]           |

Игра получила смешанные/средние оценки, согласно сайту агрегации рецензий Metacritic